# Myriophyllum mattogrossensis
Myriophyllum matogrossensis es una especie acuática nativa de humedales de Sudamérica.  Es popular por su uso en acuarios.

## Taxonomía
Myriophyllum mattogrossensis fue descrita por Frederico Carlos Hoehne y publicado en Commissão de Linhas Telegraphicas, Botanica 5(6): 58, t. 127. 1915.
Etimología
Myriophyllum: nombre genérico que deriva del griego "myri" y que significa (demasiado para contar) y "phyll" (hoja).
mattogrossensis: epíteto geográfico que alude a su localización en Mato Grosso.